# Xalet de Bartomeu Pujol
El Xalet de Bartomeu Pujol és una obra de Sant Cugat del Vallès (Vallès Occidental) protegida com a Bé Cultural d'Interès Local.

## Descripció
Es tracta d'una casa unifamiliar de planta quadrada amb un joc de volums i una tribuna que sobresurt que amb les corresponents teulades suportades per tirants de fusta. Les finestres laterals presenten llindes amb forma d'arc Tudor. A nivell de la planta baixa hi ha un mirador quadrat amb finestres d'arc de mig punt.
Aquesta casa forma part del grup e xalets que es va fer construir Joan Borràs. entre 1920 i 1940 als terrenys de l'antiga finca de cal Llunell. Es tracta de l'espai comprès entre els següents carrers: Av. Joan Borràs, Av. de Ramon Escayola, Pg. del Roser, Pg. del Nard, Pg. del Crisantem, etc.

## Història
Aquest xalet és obra del mestre d'obres Josep Graner i Prat, que fou mestre d'obres municipal de l'Ajuntament de Montcada i Reixac.
Bartomeu Pujol demanà el 10 de gener de 1924 permís per a la construcció d'aquest xalet a Valldoreix i li fou atorgada per l'Ajuntament de Sant Cugat del Vallès el 13 de febrer del mateix any.